# Гебелома углелюбивая
Гебело́ма углелюби́вая (лат. Hebelóma bírrus) — несъедобный гриб рода Гебелома семейства Паутинниковые (Cortinariaceae).
Синонимы:
- Agaricus birrus Fr., 1838basionym
- Hebeloma anthracophilum Maire, 1910
- Hebeloma calyptrosporum Gröger, 1970
- Hebeloma danicum Gröger, 1987
- Hebelomatis anthracophilum (Maire) Locq., 1979
- Hebelomatis calyptrosporum (Bruchet) Locq., 1979

## Описание
- Шляпка 1,5—2 см в диаметре, у молодых грибов полушаровидной, затем почти плоской формы, голая, слизистая, клейкая, с широким, но низким бугорком в центре, жёлто-бурого цвета, с более светлым краем.
- Пластинки грязновато-буроватого цвета, по краю беловатые.
- Ножка 2—4 см высотой и 0,2—0,4 см толщиной, цилиндрической формы или со слегка утолщённым основанием, покрытая обрубевидным налётом на всём протяжении, беловато-охристого цвета. В основании ножки заметен белый пушистый мицелий. Остатки покрывала не выражены.
- Мякоть беловатого цвета, с приятным запахом, но горьким вкусом.
- Споровый порошок табачно-бурого цвета. Споры 9—13×5,5—7 мкм, миндалевидной или лимоновидной формы. Базидии четырёхспоровые, 21—25×5—7 мкм. Хейлоцистиды 40—50×5—7 мкм, гифовидные, изогнутые.

## Экология и ареал
Встречается среди остатков угля, на гари. Произрастает в августе.
Распространена в Европе и Азии. На территории России встречается в Татарстане, Магаданской области и Хабаровском крае.